# Catedral de Nuestra Señora de Fátima (Karagandá)
La Catedral de Nuestra Señora de Fátima (en ruso: Собор Пресвятой Девы Марии Фатимской) es una catedral católica en estilo neo-gótico. Es el asiento de la diócesis de Karagandá, Kazajistán. Fue construido entre 2003 y 2012 , y fue consagrada por el cardenal Angelo Sodano el 9 de septiembre de 2012.
Fue en 2003 que el obispo Lenga, administrador apostólico de Karagandá, obtuvo el permiso de las autoridades para adquirir terrenos para la construcción de una nueva catedral . La antigua catedral de San José se quedó pequeña. La obra fue financiada por donaciones del extranjero para a recordar a las víctimas de las persecuciones del régimen comunista que envió a muchos sacerdotes y laicos católicos en el complejo correccional "Karlag". Realizada bajo el Estilo neogótico , fue construida según los planos de Vladímir Serguéiev. El Obispo Schneider participó activamente en la búsqueda de financiación desde Alemania.